# 小行星4213
小行星4213（4213 Njord）是一颗围绕太阳公转的小行星。1987年9月25日，波爾·延森在霍尔拜克发现了此天体。
該小行星以北歐神話的海神尼奧爾德命名。
这颗小行星的绝对星等为219.827392616077等。